# Toms

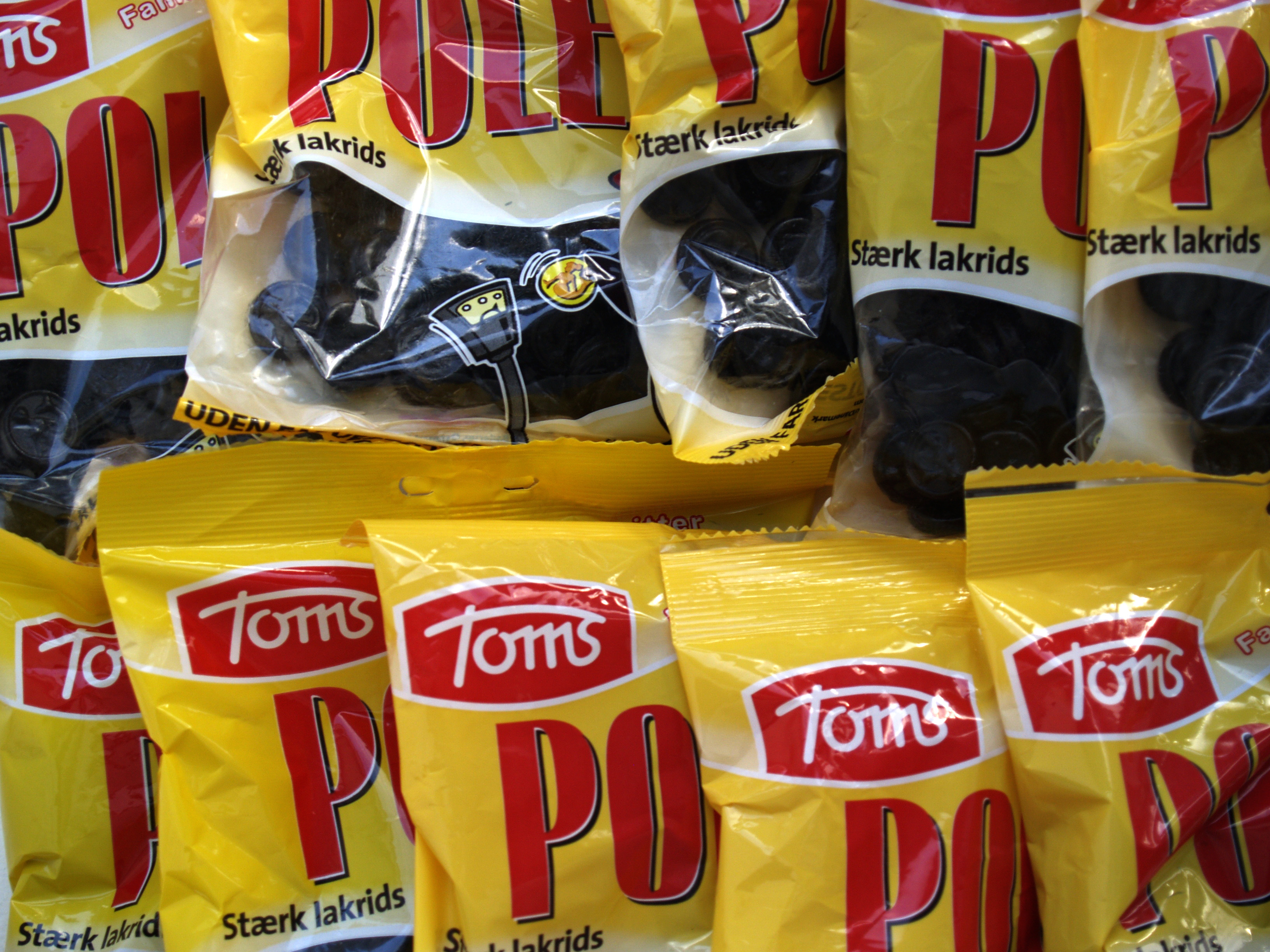
Flera exemplar av en produkt från Toms.

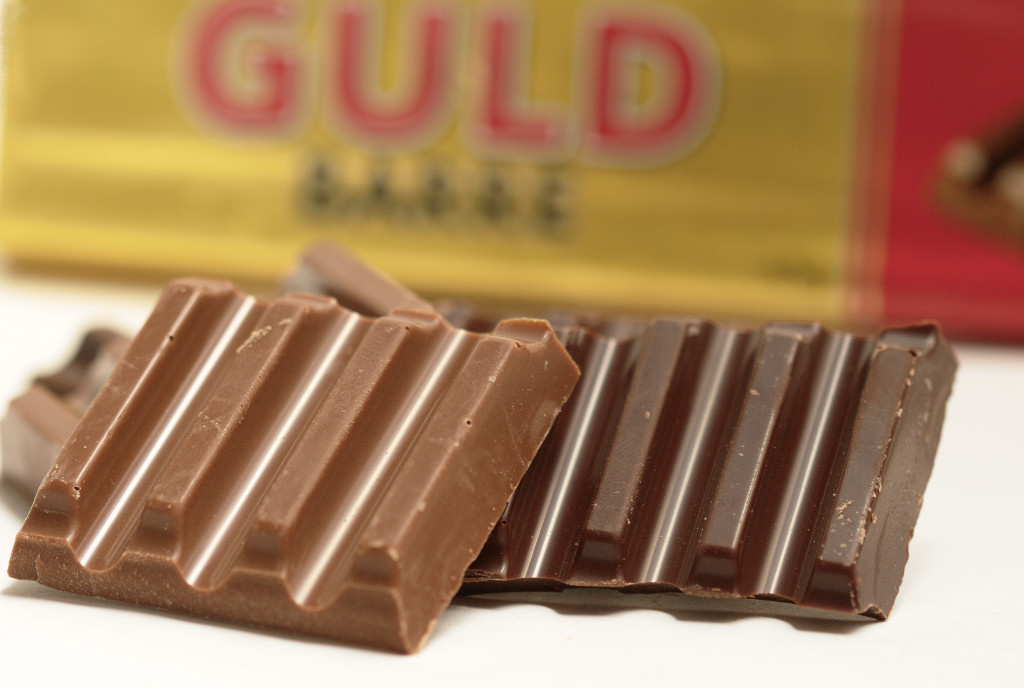
Guld Barre

Toms är ett skandinaviskt godisföretag som grundades ursprungligen år 1924 (Toms) i Danmark. 2002 köptes Webes i Habo, med Ferraribilar som en av sina mest kända godisprodukter. Bolaget har sedan integrerats i Toms och använder firma Toms Sverige AB.

## Historik
Bolaget grundades 1924 av apotekarna Hans Trojel och V. H. Meyer som Toms Chokoladefabrikk A/S - Tom står för Trojel och Meyer. Produktionen började på Prags Boulevard 47-49 på Amager i Köpenhamn. En klassisk produkt lanseras 1932 i Guld Barre. 1946 lanseras Yankie Bar sedan de amerikanska soldaterna i Tyskland efterfrågat choklad.
Victor B. Strand tog över Toms 1942 och 1952 skapas ett svenskt dotterbolag i Malmö. 1941 hade Strand helt tagit över AB Törsleff & Co med verksamhet i Danmark och även i Stockholm och Oslo där han sedan tidigare varit delägare. Törsleff & Co kom senare att bli en del av Toms i och med att ägarskapet var detsamma. 1950 fick Toms status som kunglig hovleverantör. 1954 blir Anthon Berg en del av Toms och även de andra lokala konkurrenterna Helvetia, Reichardt och Østrup-Jeppesen köps upp 1954–1955.
1961 startar tillverkningen i Ballerup utanför Köpenhamn, fabriken har formgetts av Arne Jacobsen. 1961 köps Høeghs Lakrids upp - tillverkaren av lakritsprodukten Pingvinstång. 1971 köper Toms upp Danmarks äldsta chokladtillverkare Galle & Jessen. 1991 köps brittiska Taverner’s. 2001 såldes Törsleffs av Tomskoncernen till Haugen-gruppen. År 2002 köpte koncernen svenska Webes konfektyr AB från den tidigare ägarfamiljen Wärnbring. Webes i Habo fick det nya namnet Toms-Webes AB men idag heter bolaget Toms Sverige AB och ingår i Tom Gruppen A/S. Tillverkningen i Habo lades ned 2013.

## Produkter
Några kända produkter i sortimentet:
- Anthon Berg (choklad och marsipan-konfektyr)
- Fruit Drops/Caramints
- Pingvinstång
- Bamses sockerfria tuggummi
- Ferraribilar Röda
- Lotusbilar Svarta
- Ga-Jol
- Hachez
- Guld Barre
- påläggschoklad (Galle & Jessen)